# Evert Sterk
Everardus Wilhelmus (Evert) Sterk (Hilversum, 12 september 1907 – aldaar, 27 september 1982) was een Nederlands voetballer en voetbaltrainer.
Sterk speelde vanaf zijn veertiende voor 't Gooi, meestal als rechtsbuiten maar ook als spil. Hij fungeerde ook als speler-trainer en moest in 1937 vanwege een blessure stoppen. Sterk was, met enkele onderbrekingen, als trainer meer dan dertig jaar aan Huizen verbonden waarmee hij meerdere kampioenschappen behaalde en benoemd werd tot erelid. Sterk was bondscoach van het Nederlands zaterdag amateurvoetbalelftal totdat dit in 1971 met de zondagamateurs samenging. Ook HVC trainde hij in meerdere periodes.